# Schlacht bei Antiochia am Mäander
Manzikert – Myriokephalon – Antiochia
Die Schlacht bei Antiochia (auch Schlacht von Alaşehir) im Jahr 1211 war eine militärische Konfrontation zwischen den Truppen des Kaiserreichs Nikaia und dem türkischen Sultanat der Rum-Seldschuken. Sie fand bei Antiochia am Mäander in Karien statt, in der Nähe des heutigen Kuyucak.
Die schwere Niederlage der Türken stellte die dauerhafte Hegemonie Nikaias über die ägäische Küste Kleinasiens sicher. Sultan Kai Chosrau I. fiel auf dem Schlachtfeld, der von ihm unterstützte byzantinische Exilkaiser Alexios III. wurde von seinem Schwiegersohn Theodor I. Laskaris gefangen genommen.